# Dean Chandler
Dean Chandler (* 6. Mai 1976 in Ilford) ist ein ehemaliger englischer Fußballspieler.
Der Abwehrspieler begann seine Karriere bei Charlton Athletic in der First Division. 1995 wurden er und sein Mitspieler Lee Bowyer nach einem positiven Dopingtest gesperrt. 1997 wurde er erst an Torquay United ausgeliehen und wechselte dann zu Lincoln City. Dort kam er aber nie zum Einsatz und wurde im Winter an Yeovil Town ausgeliehen. Über Chesham United, Yeovil Town und Slough Town ging er 2001 zum FC Woking. Danach war er nur noch bei unterklassigen Vereinen wie Purfleet, Thurrock, Ford United, East Thurrock United, Leyton und Heybridge Swifts.